# Mistrzostwa Europy w Lekkoatletyce 2012 – sztafeta 4 × 100 m mężczyzn
Sztafeta 4 × 100 metrów mężczyzn – jedna z konkurencji rozegranych podczas lekkoatletycznych mistrzostw Europy na Stadionie Olimpijskim w Helsinkach.

## Terminarz
| Data       | Godzina |            |
| ---------- | ------- | ---------- |
| 30 czerwca | 11:20   | Eliminacje |
| 1 lipca    | 18:25   | Finał      |

## Rezultaty

### Eliminacje
| Poz. | Bieg | Tor | Reprezentacja   | Zawodnicy                                                                        | Czas  | Uwagi |
| ---- | ---- | --- | --------------- | -------------------------------------------------------------------------------- | ----- | ----- |
| 1    | 1    | 5   | Wielka Brytania | Christian Malcolm, Dwain Chambers, James Ellington, Mark Lewis-Francis           | 38.98 | Q     |
| 2    | 2    | 6   | Francja         | Emmanuel Biron, Christophe Lemaitre, Pierre-Alexis Pessonneaux, Jimmy Vicaut     | 39.01 | Q, SB |
| 3    | 2    | 7   | Niemcy          | Lucas Jakubczyk, Tobias Unger, Alexander Kosenkow, Martin Keller                 | 39.04 | Q     |
| 4    | 1    | 1   | Rosja           | Mikhail Idrisov, Konstantin Petryashov, Vyacheslav Kolesnichenko, Pavel Karavaev | 39.08 | Q, SB |
| 5    | 1    | 8   | Holandia        | Brian Mariano, Churandy Martina, Jerrel Feller, Giovanni Codrington              | 39.34 | Q     |
| 6    | 2    | 2   | Szwajcaria      | Alex Wilson, Reto Schenkel, Steven Gugerli, Marc Schneeberger                    | 39.41 | Q     |
| 7    | 2    | 4   | Czechy          | Jan Veleba, Rostislav Šulc, Vojtěch Šulc, Lukás Štastný                          | 39.52 | q     |
| 8    | 1    | 7   | Portugalia      | Ricardo Monteiro, Dany Gonçalves, Arnaldo Abrantes, Yazaldes Nascimento          | 39.66 | q, SB |
| 9    | 2    | 5   | Hiszpania       | Eduard Viles, Bruno Hortelano, Alberto Gavaldá, Diego Alonso                     | 39.81 |       |
| 10   | 1    | 6   | Finlandia       | Eetu Rantala, Visa Hongisto, Jonathan Åstrand, Ville Myllymäki                   | 39.85 |       |
| 11   | 1    | 4   | Szwecja         | David Sennung, Benjamin Olsson, Tom Kling-Baptiste, Stefan Tärnhuvud             | 39.87 |       |
| 12   | 1    | 2   | Łotwa           | Ņikita Paņkins, Jānis Leitis, Sandis Sabâjevs, Jānis Mezītis                     | 40.46 |       |
| 13   | 2    | 8   | Litwa           | Egidijus Dilys, Žilvinas Adomavičius, Martas Skrabulis, Aivaras Pranckevičius    | 40.68 |       |
| 14   | 2    | 3   | Turcja          | Birol Yildirim, Furkan Şen, Aykut Ay, Yiğitcan Hekimoglu                         | 41.42 |       |
|      | 2    | 1   | Włochy          | Fabio Cerutti, Simone Collio, Emanuele Di Gregorio, Jacques Riparelli            | DNF   |       |
|      | 1    | 3   | Polska          | Jakub Adamski, Dariusz Kuć, Robert Kubaczyk, Kamil Kryński                       | DNF   |       |

### Finał
| Poz. | Tor | Reprezentacja   | Zawodniczy                                                                       | Czas  | Uwagi  |
| ---- | --- | --------------- | -------------------------------------------------------------------------------- | ----- | ------ |
|      | 8   | Holandia        | Brian Mariano, Churandy Martina, Giovanni Codrington, Patrick van Luijk          | 38.34 | EL, NR |
|      | 3   | Niemcy          | Julian Reus, Tobias Unger, Alexander Kosenkow, Lucas Jakubczyk                   | 38.44 |        |
|      | 5   | Francja         | Ronald Pognon, Christophe Lemaitre, Pierre-Alexis Pessonneaux, Emmanuel Biron    | 38.46 |        |
| 4    | 6   | Rosja           | Michaił Idrisow, Konstantin Petryashov, Vyacheslav Kolesnichenko, Pavel Karavaev | 38.67 |        |
| 5    | 7   | Szwajcaria      | Alex Wilson, Marc Schneeberger, Reto Schenkel, Rolf Fongué                       | 38.83 |        |
| 6    | 1   | Portugalia      | Ricardo Monteiro, Dany Gonçalves, Diogo Antunes, Yazaldes Nascimento             | 39.96 |        |
| 07 ! | 2   | Czechy          | Jan Veleba, Rostislav Šulc, Vojtěch Šulc, Lukás Štastný                          | DNF   |        |
| 07 ! | 4   | Wielka Brytania | Christian Malcolm, Dwain Chambers, James Ellington, Mark Lewis-Francis           | DNF   |        |